# 1585년
1585년은 화요일로 시작하는 평년이다.

## 연호
- 명(明) 만력(萬曆) 13년
- 일본(日本) 덴쇼(天正) 13년
- 후 레 왕조(後黎朝) 꽝흥(光興) 8년
- 막 왕조(莫朝) 지엔타인(延成) 8년 / 도안타이(端泰) 원년

## 기년
- 류큐(琉球) 쇼에이왕(尚永王) 13년
- 명(明) 신종 만력제(神宗 萬曆帝) 13년
- 조선(朝鮮) 선조(宣祖) 18년
- 후 레 왕조(後黎朝) 세종(世宗) 13년
- 막 왕조(莫朝) 막머우헙(莫茂洽) 21년

## 사건
- 1월 12일 - 네덜란드도 그레고리력 사용 시작

## 탄생
- 일본 센고쿠 시대 무장 가타쿠라 시게나가

## 사망
- 4월 10일 - 제 226대 로마 교황 그레고리오 13세